# Strubbe Oud Bier
Strubbe Oud Bier is een Belgisch tafelbier.
Het bier wordt gebrouwen in Brouwerij Strubbe te Ichtegem. Het is een bruin bier met een alcoholpercentage van 2,1%.